# Восстание Девятого
Восстание Девятого (англ. The Rise of Nine) — научно-фантастический роман Лорианской саги Джеймса Фрея и Джоби Хьюза, пишущих под псевдонимом Питакус Лор. Является продолжением романов «Я — четвёртый» и «Сила шести», опубликованного издательством HarperCollins Publishers. Первый роман книжной серии опубликованный после ухода из проекта Джоби Хьюза.

## Сюжет
Марина, Шестая, Элла и её опекун Крайтон летят в Индию, чтобы найти Восьмого. Оказавшись на месте, они узнают, что местные жители принимают Восьмого за бога Вишну и что его убежище находится в Гималаях. Восьмой действительно принимает вид Вишну перед людьми благодаря своим способностям метаморфа. Лориенцы направляются вслед за паломниками, но замечают преследователей в лице местного сопротивления «лже-богу», которые хотят убить Вишну. Победив их, Гвардейцы встречаются с Восьмым, рассказывают свои истории и доказывают ему, что он один из них. Восьмой говорит, что его опекун Рейнольдс был убит Магодорианцами после предательства своей возлюбленной Лолы, и с тех пор он живет в горах. Решив использовать способности Восьмого к телепортации, чтобы добраться до Четвертого, Гвардейцы следуют за Восьмым в глубь пещеры, в которой он живет. На стенах нарисованы произошедшие события (гибель первых трех номеров, сражения четвертого и шестой ). В этот момент в пещеру врываются Магодорианцы, Крайтон погибает, но ребята успевают телепортироваться. Шестая попадает в Нью-Мексико, а Восьмой, Седьмая и Десятая – в Сомали. Шестая оказывается в пустыне без воды, пытаясь добраться до места встречи, её арестовывают агенты ФБР. После долгих часов допроса у неё получается воспламениться, кроме того, она сталкивается с Сарой Харт, которая, предположительно, сдала Четвертого ФБР в предыдущей книге. Однако, перед ней вовсе не Сара, а Сетракус Ра, принявший её вид. В неравном бою Шестая терпит поражение и оказывается запертой в клетке с настоящей Сарой.
Тем временем Четвертый и Девятый вместе с химерой Четвертого также схвачены ФБР, которые теперь работают с Могадорианцами. Но все же им удается сбежать, серьезно ранив своих похитителей. Четвертый узнает у одного из раненых, где держат Сару и Сэма. В итоге молодые люди решают отправиться к Девятому, чтобы придумать план, хотя Четвертый возмущен насколько мало Девятого заботят жизни его друзей. Квартира Девятого находится на верхнем этаже одного из небоскребов города, у него разветвленная система слежения, он может отследить местонахождение всех Гвардейцев. Двое оказываются в Чикаго, один – на Ямайке и четыре – в Индии. Видя семь точек вместо шести, они понимают, что на Землю вслед за ними прибыло второе судно с Лориена. Кроме того, они находят корабли: один – в Нью-Мексико и другой – в Египте. Впоследствии они наблюдают перемещение Гвардейцев из Индии в Сомали и Нью-Мексико и вновь расходятся во мнениях, что делать (Четвертый хочет спасти друзей, а Девять исследовать дом Сэма в Огайо). Они начинают драться, побеждает Девятый, но появившийся чуть позже в их сознании Питтакулус Лор велит обоим следовать в Нью-Мексико. Во время путешествия молодые люди рассказывают друг другу свои истории, и Четвертый начинает проникаться к Девятому.
Седьмая, Восьмой и Десятая телепортируются сначала к Стоунхенджу и затем, наконец, в Нью-Мексико, Элла телепатически связывается с Шестой (её первое наследие). Она также находит Номер Четыре и Девять. Все вместе они отправляются к Шестой. Сетракус Ра хочет подавить наследия Гвардейцев, он использует Шестую как приманку. В результате Восьмой получает тяжелые раны, оставшиеся Гвардейцы пытаются спасти его и также попадают под атаку врага. В какой-то момент на поле боя является Элла, возвращающая наследия Лориена их обладателям. Марина получает обратно свою целительную силу, что позволяет ей помочь остальным.

## Персонажи
- Четвёртый/Джон Смит — рассказчик первой части истории, номер четыре лориенской гвардии.
- Шестая/Майрин Элизабет — номер шесть лориенской гвардии, друг и напарник Джона.
- Сэм — лучший друг Четвертого.
- Седьмая/Maрина — номер семь лориенской гвардии, рассказчик второй части истории, в конце книги встречает Шестую.
- Аделина — опекун Седьмой. Погибла в сражении с могадорианами, пытаясь спасти Maрину.
- Десятая/Эллa — лучший друг Марины.
- Крайтон — неофициальный опекун Десятой (десятая была слишком маленькой, чтобы путешествовать с опекуном).
- Ге́ктор — человек, друг Марины.
- Девятый — номер девять лориенской гвардии, был пленником у магодарианцов.
- Сара — девушка Четвёртого.

## Развитие
Публикация «Восстание девяти» сопровождалась рядом проблем, связанных с уходом Джоби Хьюза из проекта, заявившего о расхождении во взглядах на продолжение с издателями книжной серии. В августе 2012 один из неофициальных авторов романов Грег Буз опубликовал в Twitter первые фотографии обложки «Восстания девяти».
Кроме того, издатели серии в интервью Entertainment Weekly подтвердили, что серию книг составит шесть романов, финалом которых должен стать «конец войны».

## Отзывы
Книга получила положительные отзывы электронного журнала DigitalJournal.com